# フランシスコ・フェメニア
キコ・フェメニア（Kiko Femenía）ことフランシスコ・フェメニア・ファー（Francisco Femenía Far, 1991年2月2日 - ）は、スペイン・バレンシア州サネト・イ・ネグラルス出身のサッカー選手。ビジャレアルCF所属。ポジションはディフェンダー。

## 経歴
2004年からエルクレスCFのユースチームに所属し、2008年6月15日、セグンダ・ディビシオンのカディスCF戦でトップチームデビュー。2010年8月28日、アスレティック・ビルバオ戦でプリメーラ・ディビシオンデビューを果たした。2010-11シーズンは33試合に出場したが、チームは19位に終わって降格となり、シーズン終了後に移籍金200万ユーロ＋出来高150万ユーロでFCバルセロナのカンテラであるFCバルセロナBへと移籍した。
2013年8月28日、バルセロナBとの契約を解除し、バルセロナの最大のライバル、レアル・マドリードのカンテラであるレアル・マドリード・カスティージャへ移籍した。
2015年1月7日、カスティージャと同じセグンダ・ディビシオンに所属するADアルコルコンに移籍。同年7月、同じくセグンダのデポルティーボ・アラベスに移籍。
2017年7月1日、ワトフォードFCに移籍。
2022年7月28日、母国スペインのビジャレアルCFにフリーで加入し、3年契約を交わした。

## 代表歴
スペイン代表として2011 FIFA U-20ワールドカップに出場した。